# 學園都市站
學園都市站（日语：／ Gakuentoshi eki */?）是一個位於日本兵庫縣神戶市西區學園西町，屬於神戶市營地下鐵西神·山手線的鐵路車站。車站編號是S14。車站為神戶研究學園都市的中心地帶，主題是「學生與市民的接觸」。

## 車站結構
- 地上2樓是大堂，有閘口，地上1樓設有對向式月台2面2線，可擴建成島式月台2面4線。是地面車站。軌道海拔約87公尺。

### 月台配置
| 月台 | 路線        | 目的地                 |
| ---- | ----------- | ---------------------- |
| 1    | 西神·山手線 | 三宮、新神戶、谷上方向 |
| 2    | 西神·山手線 | 西神中央方向           |

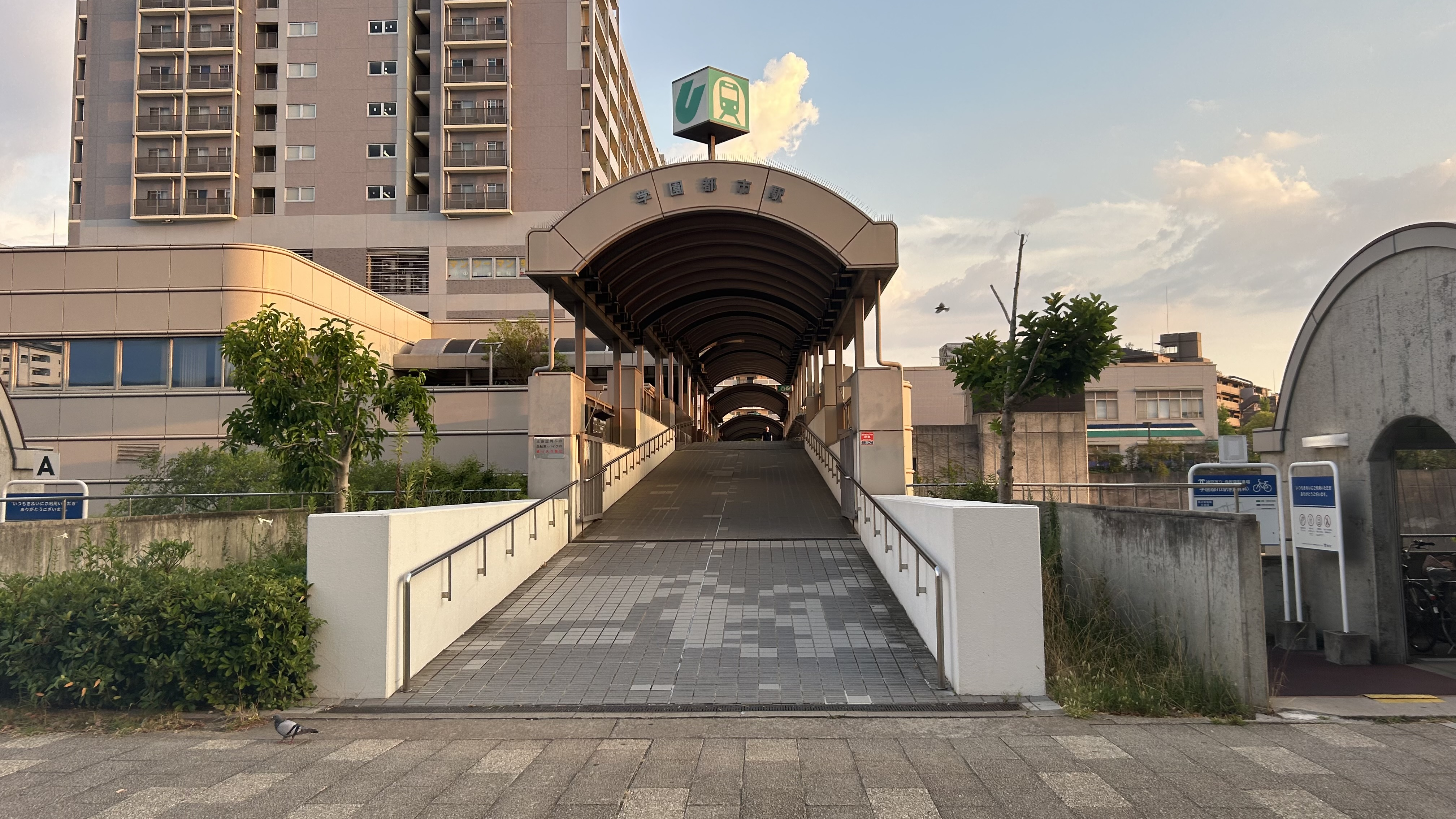
西出口
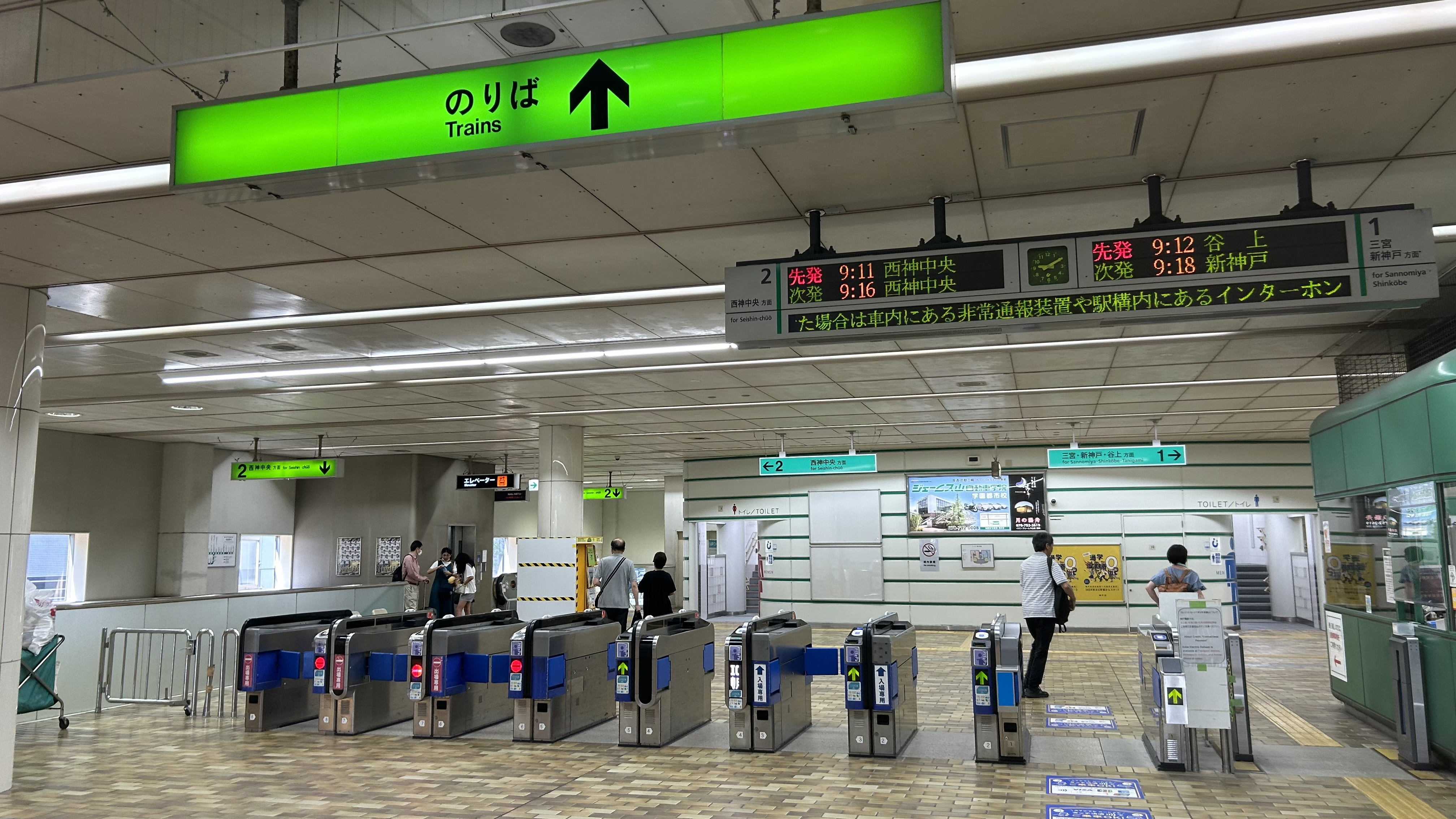
检票口
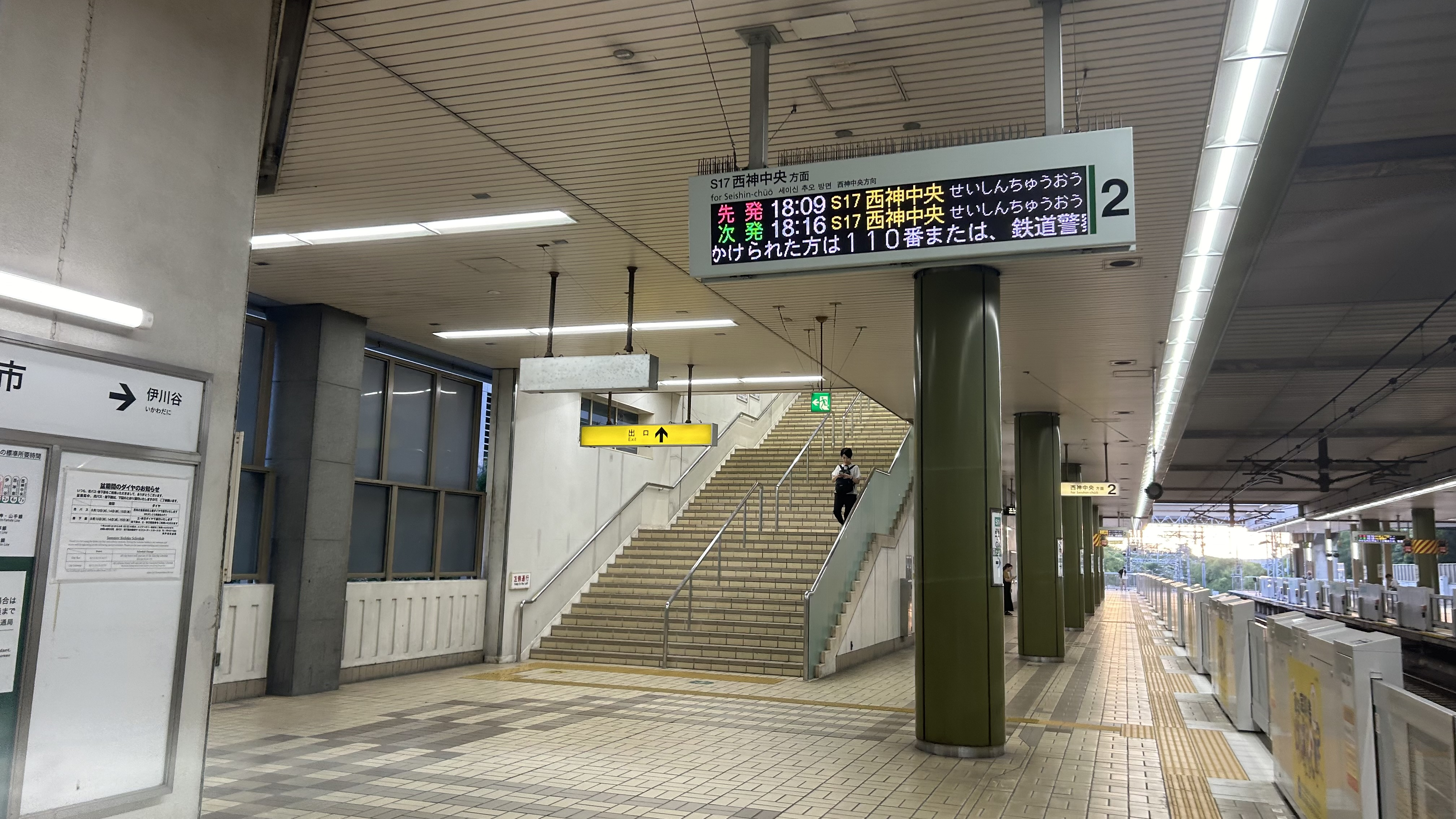
月台

## 使用情況
2016年（平成28年）度的1日平均上車人次為18,349人。
近年的1日平均上車人次推移如下表。
| 年度               | 1日平均 上車人次 |
| ------------------ | ---------------- |
| 1995年（平成07年） | 18,317           |
| 1996年（平成08年） | 18,627           |
| 1997年（平成09年） | 18,587           |
| 1998年（平成10年） | 18,664           |
| 1999年（平成11年） | 18,646           |
| 2000年（平成12年） | 18,350           |
| 2001年（平成13年） | 19,362           |
| 2002年（平成14年） | 18,927           |
| 2003年（平成15年） | 18,599           |
| 2004年（平成16年） | 18,479           |
| 2005年（平成17年） | 18,716           |
| 2006年（平成18年） | 18,802           |
| 2007年（平成19年） | 18,869           |
| 2008年（平成20年） | 18,473           |
| 2009年（平成21年） | 18,101           |
| 2010年（平成22年） | 17,956           |
| 2011年（平成23年） | 17,875           |
| 2012年（平成24年） | 18,044           |
| 2013年（平成25年） | 18,293           |
| 2014年（平成26年） | 18,299           |
| 2015年（平成27年） | 18,337           |
| 2016年（平成28年） | 18,349           |

## 車站周邊
車站週邊以住宅區為主，有多所學校座落於此：
- 兵庫縣立大學（兵庫県立大学）校本部、神戶商科校園
- 神戶市外語大學（神戸市外国語大学）[2]
- 神戶市護理大學（神戸市看護大学）
- 流通科學大學（流通科学大学）[2]
- 神戶藝術工科大學（神戸芸術工科大学）[4]
- 豐田神戶汽車大學校（トヨタ神戸自動車大学校）
- 兵庫縣立伊川谷北高中（兵庫県立伊川谷北高等学校）
- 神戶市立工業高等專門學校（神戸市立工業高等専門学校，離綜合運動公園站較近）
- 太山寺中学校（太山寺中学校）

## 相鄰車站
神戶市交通局（神戶市營地下鐵）
西神·山手線
綜合運動公園（S13）－學園都市（S14）－伊川谷（S15）

## 外部連結
- 學園都市站（页面存档备份，存于） - 神戶市交通局